# Typemetal
Typemetal, også kaldet skriftmetal, er en legering af bly, tin og antimon. Den anvendes til at støbe skrift, enten løse blytyper, maskinsats eller til brug i stereotypi. Sammensætningen af legeringen varierer efter anvendelsen, f.eks. 65-75% bly, 20-30% antimon og 5-10% tin. Små typer eller en spinkel skrift støbes gerne af lidt hårdere typemetal. Indholdet af antimon gør metallet hårdt og slidstærkt. Typemetal udvider sig lidt idet det størkner, hvilket sikrer et skarpt aftryk af matricen.